# 562 г. пр.н.е.

## Събития

### В Азия

#### Във Вавилония
- Вероятно в началото на октомври, царят на Вавилония Навуходоносор II (605 – 562 г. пр.н.е.) се разболява и умира. Той е наследен на трона от сина си Амел-Мардук (562/1 – 560 г. пр.н.е.), който до средата на същия месец е приет като нов цар във всички важни градове на царството.[1]
- По време на краткото му управление новият цар е съсредоточен изцяло върху вътрешните дела на държавата.[2]

#### В Мидия
- Астиаг (585/4 – 550/49 г. пр.н.е.) е цар на Мидия.[3]

### В Африка

#### В Египет
- Фараон на Египет е Амасис II (570 – 526 г. пр.н.е).[4]

## Починали
- Навуходоносор II, вавилонски цар довел Нововавилонското царство до неговия апогей (роден ок. 630 г. пр.н.е.)